# Équipe d'Italie de football au Championnat d'Europe 2000
L'équipe d'Italie de football participe à son 5e championnat d'Europe lors de l'édition 2000 qui se tient en Belgique et aux Pays-Bas du 10 juin au 2 juillet 2000. Les Italiens se classent premiers du groupe B puis ils éliminent la Roumanie et les Pays-Bas avant de s'incliner en finale contre la France.
À titre individuel, Fabio Cannavaro, Paolo Maldini, Francesco Toldo et Francesco Totti font partie de l'équipe-type du tournoi.

## Phase qualificative
La phase qualificative est composée de neuf groupes et les neuf vainqueurs de poule ainsi que le meilleur deuxième sont qualifiés. Les huit autres deuxièmes s'affrontent en barrages d'où sortent quatre vainqueurs. Ces quatorze équipes accompagnent la Belgique et les Pays-Bas, qualifiés d'office pour l'Euro 2000 en tant que pays organisateur. L'Italie termine 1re du groupe 1.
| Rang | Équipe         | Pts | J | G | N | P | Bp | Bc | Diff |  | Résultats (▼ dom., ► ext.) |     |     |     |     |     |
| ---- | -------------- | --- | - | - | - | - | -- | -- | ---- |  | -------------------------- | --- | --- | --- | --- | --- |
| 1    | Italie         | 15  | 8 | 4 | 3 | 1 | 13 | 5  | +8   |  | Italie                     |     | 2-3 | 2-0 | 4-0 | 1-1 |
| 2    | Danemark       | 14  | 8 | 4 | 2 | 2 | 11 | 8  | +3   |  | Danemark                   | 1-2 |     | 2-1 | 1-2 | 1-0 |
| 3    | Suisse         | 14  | 8 | 4 | 2 | 2 | 9  | 5  | +4   |  | Suisse                     | 0-0 | 1-1 |     | 2-0 | 2-0 |
| 4    | Pays de Galles | 9   | 8 | 3 | 0 | 5 | 7  | 16 | -9   |  | Pays de Galles             | 0-2 | 0-2 | 0-2 |     | 3-2 |
| 5    | Biélorussie    | 3   | 8 | 0 | 3 | 5 | 4  | 10 | -6   |  | Biélorussie                | 0-0 | 0-0 | 0-1 | 1-2 |     |

## Effectif
Sélectionneur : Dino Zoff
| No. | Pos.      | Joueur               | Date de naissance et âge | Sélec. | Club              |
| --- | --------- | -------------------- | ------------------------ | ------ | ----------------- |
| 1   | Gardien   | Christian Abbiati    | 8 juillet 1977           | 0      | AC Milan          |
| 2   | Défenseur | Ciro Ferrara         | 11 février 1967          | 48     | Juventus de Turin |
| 3   | Défenseur | Paolo Maldini        | 26 juin 1968             | 105    | AC Milan          |
| 4   | Milieu    | Demetrio Albertini   | 23 août 1971             | 67     | AC Milan          |
| 5   | Défenseur | Fabio Cannavaro      | 13 septembre 1973        | 35     | AC Parme          |
| 6   | Défenseur | Paolo Negro          | 16 avril 1972            | 7      | Lazio de Rome     |
| 7   | Milieu    | Angelo Di Livio      | 26 juillet 1966          | 27     | Fiorentina        |
| 8   | Milieu    | Antonio Conte        | 31 juillet 1969          | 17     | Juventus de Turin |
| 9   | Attaquant | Filippo Inzaghi      | 9 août 1973              | 21     | Juventus de Turin |
| 10  | Attaquant | Alessandro Del Piero | 9 novembre 1974          | 30     | Juventus de Turin |
| 11  | Défenseur | Gianluca Pessotto    | 11 août 1970             | 15     | Juventus de Turin |
| 12  | Gardien   | Francesco Toldo      | 2 décembre 1971          | 8      | Fiorentina        |
| 13  | Défenseur | Alessandro Nesta     | 19 mars 1976             | 25     | Lazio de Rome     |
| 14  | Milieu    | Luigi Di Biagio      | 3 juin 1971              | 15     | Inter de Milan    |
| 15  | Défenseur | Mark Iuliano         | 12 août 1973             | 5      | Juventus de Turin |
| 16  | Milieu    | Massimo Ambrosini    | 29 mai 1977              | 5      | AC Milan          |
| 17  | Milieu    | Gianluca Zambrotta   | 19 février 1977          | 6      | Juventus de Turin |
| 18  | Milieu    | Stefano Fiore        | 17 avril 1975            | 4      | Udinese           |
| 19  | Attaquant | Vincenzo Montella    | 18 juin 1974             | 4      | AS Rome           |
| 20  | Attaquant | Francesco Totti      | 27 septembre 1976        | 13     | AS Rome           |
| 21  | Attaquant | Marco Delvecchio     | 7 avril 1973             | 4      | AS Rome           |
| 22  | Gardien   | Francesco Antonioli  | 14 septembre 1969        | 0      | AS Rome           |

## Phase finale

### Phase de groupe
| Groupe B |          |     |   |   |   |   |    |    |      |
|          | Équipe   | Pts | J | G | N | P | BP | BC | Diff |
| 1        | Italie   | 9   | 3 | 3 | 0 | 0 | 6  | 2  | +4   |
| 2        | Turquie  | 4   | 3 | 1 | 1 | 1 | 3  | 2  | +1   |
| 3        | Belgique | 3   | 3 | 1 | 0 | 2 | 2  | 5  | -3   |
| 4        | Suède    | 1   | 3 | 0 | 1 | 2 | 2  | 4  | -2   |

| 10 juin 20h45 | Belgique | 2 | 1 | Suède    |
| 11 juin 20h45 | Turquie  | 1 | 2 | Italie   |
| 14 juin 20h45 | Italie   | 2 | 0 | Belgique |
| 15 juin 20h45 | Suède    | 0 | 0 | Turquie  |
| 19 juin 20h45 | Turquie  | 2 | 0 | Belgique |
| 19 juin 20h45 | Italie   | 2 | 1 | Suède    |

| 11 juin 2000                      | Turquie   | 1 - 2 | Italie                         | Gelredome, Arnhem                            |                                              |
| 14:30 · Historique des rencontres | Okan 62e  |       | Conte 52e · Inzaghi 70e (pen.) | Spectateurs : 25 000 Arbitrage : Hugh Dallas | Spectateurs : 25 000 Arbitrage : Hugh Dallas |
| 14:30 · Historique des rencontres | (Rapport) |       |                                | Spectateurs : 25 000 Arbitrage : Hugh Dallas | Spectateurs : 25 000 Arbitrage : Hugh Dallas |

| 14 juin 2000                      | Italie               | 2 - 0 | Belgique | Stade du Roi Baudouin, Bruxelles                    |                                                     |
| 20:45 · Historique des rencontres | Totti 6e · Fiore 66e |       |          | Spectateurs : 46 000 Arbitrage : José Garcia Aranda | Spectateurs : 46 000 Arbitrage : José Garcia Aranda |
| 20:45 · Historique des rencontres | (Rapport)            |       |          | Spectateurs : 46 000 Arbitrage : José Garcia Aranda | Spectateurs : 46 000 Arbitrage : José Garcia Aranda |

| 19 juin 2000                      | Italie                        | 2 - 1 | Suède       | Philips Stadion, Eindhoven                          |                                                     |
| 20:45 · Historique des rencontres | Di Biagio 39e · Del Piero 88e |       | Larsson 77e | Spectateurs : 25 000 Arbitrage : Vítor Melo Pereira | Spectateurs : 25 000 Arbitrage : Vítor Melo Pereira |
| 20:45 · Historique des rencontres | (Rapport)                     |       |             | Spectateurs : 25 000 Arbitrage : Vítor Melo Pereira | Spectateurs : 25 000 Arbitrage : Vítor Melo Pereira |

### Quart de finale
| 24 juin 2000                      | Italie                    | 2 - 0 | Roumanie | Stade Roi-Baudouin, Bruxelles                       |                                                     |
| 20:45 · Historique des rencontres | Totti 33e · F.Inzaghi 43e |       |          | Spectateurs : 42 500 Arbitrage : Vítor Melo Pereira | Spectateurs : 42 500 Arbitrage : Vítor Melo Pereira |
| 20:45 · Historique des rencontres | (Rapport)                 |       |          | Spectateurs : 42 500 Arbitrage : Vítor Melo Pereira | Spectateurs : 42 500 Arbitrage : Vítor Melo Pereira |

### Demi-finale
| 29 juin 2000                      | Italie                                     | 0 - 0             | Pays-Bas                                 | Amsterdam ArenA, Amsterdam                   |                                              |
| 19:00 · Historique des rencontres |                                            |                   |                                          | Spectateurs : 50 000 Arbitrage : Markus Merk | Spectateurs : 50 000 Arbitrage : Markus Merk |
| 19:00 · Historique des rencontres | (Rapport)                                  |                   |                                          | Spectateurs : 50 000 Arbitrage : Markus Merk | Spectateurs : 50 000 Arbitrage : Markus Merk |
| 19:00 · Historique des rencontres | · Di Biagio · Pessotto · Totti · P.Maldini | Tirs au but 3 - 1 | · F. de Boer · Stam · Kluivert · Bosvelt | Spectateurs : 50 000 Arbitrage : Markus Merk | Spectateurs : 50 000 Arbitrage : Markus Merk |

### Finale
| Titulaires : |  |
| |  |
| Fabien Barthez · Lilian Thuram · Laurent Blanc · Marcel Desailly · Bixente Lizarazu 85e · Patrick Vieira · Didier Deschamps · Youri Djorkaeff 76e · Zinédine Zidane · Christophe Dugarry 58e · Thierry Henry · |  |
| Remplaçants : |  |
| Sylvain Wiltord 58e · David Trezeguet 76e · Robert Pirès 85e · |  |
| Entraîneur : |  |
| Roger Lemerre |  |

| Titulaires : |  |
| |  |
| Francesco Toldo · Fabio Cannavaro · Alessandro Nesta · Mark Iuliano · Gianluca Pessotto · Demetrio Albertini · Luigi Di Biagio 66e · Paolo Maldini · Francesco Totti · Stefano Fiore 53e · Marco Delvecchio 86e · |  |
| Remplaçants : |  |
| Alessandro Del Piero 53e · Massimo Ambrosini 66e · Vincenzo Montella 86e · |  |
| Entraîneur : |  |
| Dino Zoff |  |

| Titulaires : |  |
| |  |
| Fabien Barthez · Lilian Thuram · Laurent Blanc · Marcel Desailly · Bixente Lizarazu 85e · Patrick Vieira · Didier Deschamps · Youri Djorkaeff 76e · Zinédine Zidane · Christophe Dugarry 58e · Thierry Henry · |  |
| Remplaçants : |  |
| Sylvain Wiltord 58e · David Trezeguet 76e · Robert Pirès 85e · |  |
| Entraîneur : |  |
| Roger Lemerre |  |

| Titulaires : |  |
| |  |
| Francesco Toldo · Fabio Cannavaro · Alessandro Nesta · Mark Iuliano · Gianluca Pessotto · Demetrio Albertini · Luigi Di Biagio 66e · Paolo Maldini · Francesco Totti · Stefano Fiore 53e · Marco Delvecchio 86e · |  |
| Remplaçants : |  |
| Alessandro Del Piero 53e · Massimo Ambrosini 66e · Vincenzo Montella 86e · |  |
| Entraîneur : |  |
| Dino Zoff |  |